# モラクセラ・カタラーリス
モラクセラ・カタラーリス（Moraxella catarrhalis）は、モラクセラ属の細菌の一種で、ヒトの上気道に親和性があり、病原性を示すことの多い菌である。ブランハメラ・カタラーリス(Branhamella catarrhalis)と呼ばれることもある。グラム陰性球菌である。

## 特徴
ほぼ100%がβラクタマーゼ産生株であり、薬剤耐性を示す抗生物質が多い。βラクタマーゼを産生する菌であるため第1世代セフェムは無効で、第2世代または第3世代セフェム系を選択する。
ヒトでの肺炎・気管支炎などの呼吸器感染症の起炎菌として、肺炎球菌（Streptococcus pneumoniae）、インフルエンザ菌（Haemophilus influenzae）、とともに代表的な細菌である。副鼻腔炎、化膿性角結膜炎も起こすことが知られている。また、耐性化している抗生物質が多いことは、小児急性中耳炎においては治療を困難にする要因となる。
効果を示すのはアモキシシリンとクラブラン酸の合剤、ニューキノロン、クラリスロマイシン、アジスロマイシンとされる。セフェム系を用いる必要がある場合には、βラクタマーゼを産生する菌であるため第1世代セフェムは無効で、第2世代または第3世代セフェム系(セフトリアキソンなど)を選択する。
臨床分離株での薬剤感受性はレボフロキサシン 97.5%, トスフロキサシン 100%, セフジニル 88.2%, クラリスロマイシン95.8%, アジスロマイシン 90.3% であった。